# コルウィンベイFC
コルウィンベイ・フットボール・クラブ（Colwyn Bay Football Club）はウェールズ、オールド・コルウィン、コルウィンベイを本拠地とするサッカークラブチームである。

## 概要
1881年創設。ウェールズのクラブチームではあるが、イングランドのリーグに参加している。2017-2018シーズンはノーザンプレミアリーグ・ディヴィジョン1・ノース (8部相当) に所属。

## タイトル

### 国内タイトル
- ノーザンプレミアリーグ・ファーストディヴィジョン:1回

1991-1992
- ノースウェスト・カウンティーリーグカップ:1回

1988-1989

### 国際タイトル
- なし